# Mathghamhain Maonmhaighe Ó Briain
Mathghamhain Maonmhaighe Ó Briain, mort en 1369, est roi de Thomond en Irlande de 1360 à 1369.

## Biographie
Mathghamhain dont l'épithète Maonmhaighe c'est-à-dire Máenmaige (en)
fait référence au lieu près de Loughrea où il a été élevé en fosterage est le fils aîné de Muircheartach mac Toirdhelbaich Ó Briain. En 1360 il succède à son oncle Diarmait mac Toirdhelbaich Ó Briain qu'il expluse du royaume  Il meurt en 1369 et il est inhumé dans l'église des frères mineurs d'Innis dans le comté de Clare. Il à comme successeur son fils Brian Sreamhach MacMathghamhna Ó Briain 

## Union et postérité
Mathghamhain épouse Winifred la fille de O' Connor Corc qui lui donne sept fils:
- Brian Sreamhach Ó Briain
- Conchobar Ó Briain roi de Thomond de 1400 à 1426
- Tagdh Baccach Ó Briain (mort en 1380) ancêtre des Ó Briain de Ballygarridan
- Toirdealbeach
- Muirchearteach
- Diarmait
- Domnhall

## Source traduction
- (en) Cet article est partiellement ou en totalité issu de l’article de Wikipédia en anglais intitulé « Mathghamhain Maonmhaighe Ó Briain » (voir la liste des auteurs).

## Sources
- (en) T.W Moody, F.X. Martin, F.J. Byrne A New History of Ireland IX Maps, Genealogies, Lists. A companion to Irish History part II . Oxford University Press réédition 2011  (ISBN 9780199593064). « O'Briens: Ó Briain Kings and Earls of Thomond 1168-1657 » p. 219-220 & « O'Briens: Ó Briain Kings and Earls of Thomond 1168-1657 » généalogie n°23 p. 152.
- (en) A Timeline of Irish History, Richard Killen Gill & Macmillan Dublin (2003)  (ISBN 07171-3484-9).